# Chorni Yar
Chorni Yar (ruso: Чёрный Яр) es un asentamiento rural y pueblo (seló) de Rusia, capital del raión homónimo en la óblast de Astracán.
En 2021, el territorio del asentamiento tenía una población de 18 094 habitantes, de los cuales 6775 vivían en el pueblo y el resto repartidos en dieciséis pedanías.
Se ubica junto a la orilla occidental del Volga, unos 100 km al sureste de Volgogrado sobre la carretera P22 que lleva a Astracán.

## Historia
Se conoce la existencia de una pequeña aldea aquí en documentos desde 1599, cuando se menciona en el libro de viaje del diplomático persa Oruj-bek Bayat, que viajó a España a través del Volga. En su origen era una zona habitada por nogayos. En 1627 se construyó una fortaleza en la orilla izquierda del río, que en 1634 se trasladó a la margen derecha, dando lugar a la ciudad fortificada de Chorni Yar, habitada desde el siglo XVIII principalmente por cosacos. Desde 1717, la ciudad quedó incluida en la gobernación de Astracán, donde fue desde 1785 sede de un uyezd.
La Unión Soviética le retiró el estatus de ciudad en 1925, aunque en 1964 reconoció al pueblo el estatus de capital distrital. El territorio del asentamiento creció notablemente en 2016, cuando ocho asentamientos rurales suprimidos se integraron en el de Chorni Yar, pasando de tener dos pedanías a dieciséis.